# Matriella teresa
Matriella teresa is een haft uit de familie Ephemerellidae. De wetenschappelijke naam van de soort is voor het eerst geldig gepubliceerd in 1934 door Traver.
De soort komt voor in het Nearctisch gebied.